# Jérôme Dupont
Jérôme Robert Dupont (né le 21 février 1962 à Ottawa, en Ontario au Canada) est un entraîneur et un joueur professionnel canadien de hockey sur glace qui évoluait au poste de défenseur.

## Biographie
À la fin de sa carrière junior, Dupont est choisi au repêchage d'entrée dans la LNH 1980 en 15e position par les Black Hawks de Chicago. Bien qu'étant choisi en bonne position par Chicago, il n'est cette année-là que le deuxième choix des Black Hawks en première ronde qui choisissent avant lui Denis Savard en 3e position. Il débute dans la Ligue nationale de hockey au cours de la saison 1981-1982 avec les Black Hawks. Après une saison dans la Ligue américaine de hockey avec le club-école de Chicago, les Indians de Springfield, Dupont passe l'essentiel des trois saisons suivantes dans la LNH puis est transféré aux Maple Leafs de Toronto avec Ken Yaremchuk et un choix de repêchage de 4e ronde en 1987 contre Gary Nylund. Sa carrière professionnelle ne dure que jusqu'en 1987 où il prend sa retraite de joueur.
Il devient ensuite entraîneur dans les ligues junior. Il est notamment nommé entraîneur des Olympiques de Gatineau dans la Ligue de hockey junior majeur du Québec en novembre 2008 avant de démissionner en février 2010.

## Statistiques
| Saison     | Équipe                 | Ligue      |     | Saison régulière | Saison régulière | Saison régulière | Saison régulière | Saison régulière |   | Séries éliminatoires | Séries éliminatoires | Séries éliminatoires | Séries éliminatoires | Séries éliminatoires |
| Saison     | Équipe                 | Ligue      | PJ  | B                | A                | Pts              | Pun              | PJ               | B | A                    | Pts                  | Pun                  |                      |                      |
| 1977-1978  | Rangers de Gloucester  | Minor-ON   | 63  | 29               | 42               | 71               | 143              |                  |   |                      |                      |                      |                      |                      |
| 1978-1979  | Marlboros de Toronto   | OMJHL      | 68  | 5                | 21               | 26               | 49               | 3                | 0 | 0                    | 0                    | 0                    |                      |                      |
| 1979-1980  | Marlboros de Toronto   | OMJHL      | 67  | 7                | 37               | 44               | 88               | 4                | 1 | 1                    | 2                    | 5                    |                      |                      |
| 1979-1980  | Waxers de Markham      | OPJHL      | 1   | 0                | 1                | 1                | 0                |                  |   |                      |                      |                      |                      |                      |
| 1980-1981  | Marlboros de Toronto   | OMJHL      | 67  | 6                | 38               | 44               | 116              | 5                | 2 | 2                    | 4                    | 9                    |                      |                      |
| 1981-1982  | Marlboros de Toronto   | LHO        | 7   | 0                | 8                | 8                | 18               | 10               | 3 | 9                    | 12                   | 24                   |                      |                      |
| 1981-1982  | Black Hawks de Chicago | LNH        | 34  | 0                | 4                | 4                | 51               |                  |   |                      |                      |                      |                      |                      |
| 1982-1983  | Black Hawks de Chicago | LNH        | 1   | 0                | 0                | 0                | 0                |                  |   |                      |                      |                      |                      |                      |
| 1982-1983  | Indians de Springfield | LAH        | 78  | 12               | 22               | 34               | 114              |                  |   |                      |                      |                      |                      |                      |
| 1983-1984  | Black Hawks de Chicago | LNH        | 36  | 2                | 2                | 4                | 116              | 4                | 0 | 0                    | 0                    | 15                   |                      |                      |
| 1983-1984  | Indians de Springfield | LAH        | 12  | 2                | 3                | 5                | 65               |                  |   |                      |                      |                      |                      |                      |
| 1984-1985  | Black Hawks de Chicago | LNH        | 55  | 3                | 10               | 13               | 105              | 15               | 0 | 2                    | 2                    | 41                   |                      |                      |
| 1985-1986  | Black Hawks de Chicago | LNH        | 75  | 2                | 13               | 15               | 173              | 1                | 0 | 0                    | 0                    | 0                    |                      |                      |
| 1986-1987  | Maple Leafs de Toronto | LNH        | 13  | 0                | 0                | 0                | 23               |                  |   |                      |                      |                      |                      |                      |
| 1986-1987  | Saints de Newmarket    | LAH        | 29  | 1                | 8                | 9                | 47               |                  |   |                      |                      |                      |                      |                      |
| Totaux LNH | Totaux LNH             | Totaux LNH | 214 | 7                | 29               | 36               | 468              | 20               | 0 | 2                    | 2                    | 56                   |                      |                      |